# بری‌هم
بری‌هم (به سوئدی: Berghem) یک منطقهٔ مسکونی در سوئد است که در بخش مارچ شهرستان وسترا یوتلاند واقع شده‌است. بری‌هم ۰٫۷۹ کیلومتر مربع مساحت و ۳۶۰ نفر جمعیت دارد.